# سرخیو پلگرین
سرخیو پلگرین (انگلیسی: Sergio Pelegrín؛ زادهٔ ۱۸ آوریل ۱۹۷۹) بازیکن فوتبال اهل اسپانیا است.
از باشگاه‌هایی که در آن بازی کرده‌است می‌توان به باشگاه فوتبال اسپانیول، باشگاه فوتبال دپورتیوو آلاوس، باشگاه فوتبال رایو وایکانو، باشگاه فوتبال ژیرونا، و باشگاه فوتبال الچه اشاره کرد.
وی همچنین در تیم‌های ملی فوتبال زیر ۱۷ سال اسپانیا، زیر ۱۸ سال اسپانیا، و زیر ۲۰ سال اسپانیا بازی کرده‌است.